# Barisone II de Gallura
 Barisone II de Gallura (mort en 1203) fut Juge de Gallura de 1161 à 1203.

## Biographie
Barisone II est le fils et successeur de Costantino III de Gallura. Il épouse une certaine Odolina de Lacon qui lui donne une fille unique et héritière : Elena de Gallura. Avant de mourir, Barisone inféode son Judicat au pape Innocent III, afin qu'il protège les droits héréditaires de sa fille, exactement comme le pontife à la même époque le faisait pour Constance de Sicile. Néanmoins, après sa mort éclate un conflit et la république de Pise intervient afin d'assurer le contrôle sur Gallura en imposant Lamberto Visconti di Eldizio comme époux à Elena.